# Chiesa dei Santi Ippolito e Cassiano (Gorgo al Monticano)
La chiesa dei Santi Ippolito e Cassiano è la parrocchiale di Gorgo al Monticano, in provincia di Treviso e diocesi di Vittorio Veneto; fa parte della forania Mottense.

## Storia
Si sa che Gorgo era originariamente filiale della pieve di Oderzo e che divenne parrocchia autonoma probabilmente nel Cinquecento.
L'attuale chiesa venne costruita nel XVI secolo al posto dell'originaria cappella medioevale.
Il campanile, la cui prima pietra fu posata il 24 ottobre 1921, fu terminato nel giugno 1922.
All’interno della cella campanaria è ospitato un concerto di 4 campane in scala di quarta maggiore di Reb3 [accordo bolognese] (Reb3, Mib3, Fa3, Lab3), di cui la prima (Reb3) e la quarta (Lab3) sono state rifuse dalla Premiata Fonderia De Poli di Vittorio Veneto (TV) nel 1955, mentre la seconda (Mib3) e la terza (Fa3) sono state fuse dalla Premiata Fonderia Pietro Colbachini di Bassano del Grappa (VI) nel 1922. Sono le originali ripristinate dall’Opera di Soccorso di Venezia dopo il primo conflitto mondiale.